# I giganti uccidono
I giganti uccidono (Patterns) è un film del 1956 diretto da Fielder Cook e scritto da Rod Serling.
Il film tratta la natura ostile e predatoria della società capitalistica del XX secolo.
È un adattamento cinematografico dell'episodio originale Patterns, andato in onda per la serie televisiva Kraft Television Theatre.

## Trama
Fred Staples, un ingegnere industriale di talento che viene reclutato dalla Ramsey & Co., un'importante azienda di Manhattan, guidata dal dispotico CEO Walter Ramsey. Staples è chiamato a ricoprire una posizione di vertice, ma ben presto scopre che il suo nuovo ruolo è legato a un piano cinico: Ramsey lo sta preparando per sostituire Bill Briggs, un anziano dirigente che lavora nell'azienda da oltre quarant'anni e che incarna i valori tradizionali della compagnia fondata dal padre di Ramsey. Briggs, fedele ai principi di attenzione per i dipendenti e integrità morale, si scontra spesso con i metodi spietati e opportunisti di Ramsey. Quest'ultimo non ha intenzione di licenziare Briggs apertamente ma lo umilia costantemente per indurlo a dimettersi. Fred Staples, inizialmente ignaro delle dinamiche interne, si trova presto diviso tra la sua ambizione e la crescente simpatia per Briggs, che diventa un mentore e una figura paterna per lui.
La situazione precipita quando lo stress causato dalle continue pressioni porta Briggs al collasso e, poco dopo, alla morte. Questo evento drammatico scatena un confronto acceso tra Staples e Ramsey. Sebbene Ramsey cerchi di manipolare Staples con allettanti promesse di potere e ricchezza, Staples rifiuta di diventare un mero strumento nelle mani dell'amministratore delegato. Infine, Fred pone condizioni audaci per accettare il nuovo ruolo, tra cui una parità di potere con Ramsey e il diritto di sfidarlo apertamente.

## Distribuzione
Il film è stato distribuito su DVD nel 2012 dalla Jubal Classic Video.

## Accoglienza

### Critica
(Leo Pestelli, La Stampa, 2 ottobre 1956)